# プリペアド・ギター

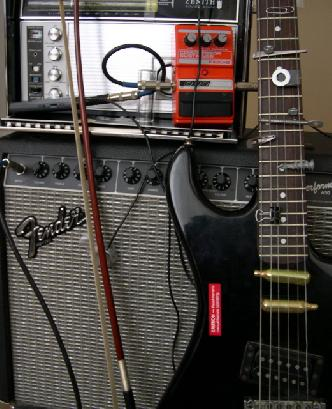
プリペアド・ギター

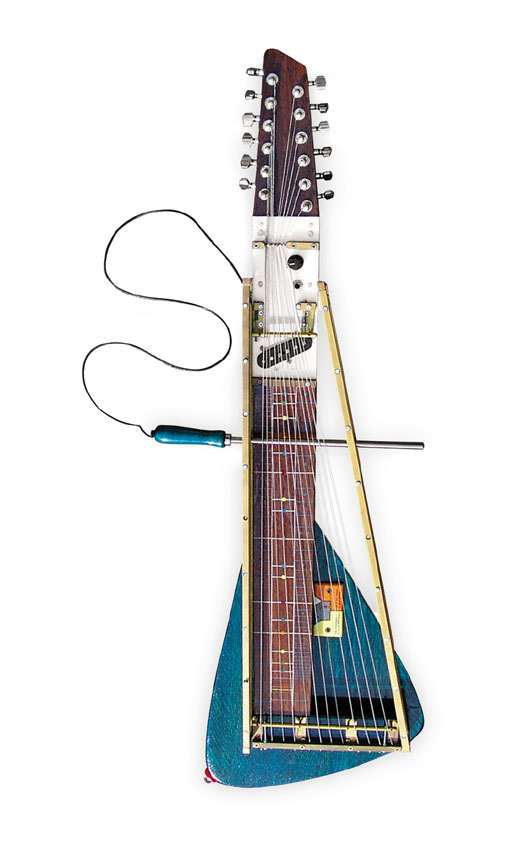
サード駒ツィター

プリペアド・ギター（英語: Prepared guitar,　文字通りには「準備されたギター」の意）とは、ギターの弦に、ゴム、金属、木などを挟んだり乗せたりして（これを「プリペアする」「プリパレーションを施す」などという）音色を打楽器的な響きに変えたものをいう。このようにすることで、ギター本来の音色が失われ、金属的な音や雑音の多い独特な音が得られるほか、多くはその音の高さも幾分不明瞭になったり、元の高さとは異なる音高となったりする。

## ギタリストの一覧
- フレッド・フリス (ヘンリー・カウ)
- リー・ラナルド (ソニック・ユース)
- サーストン・ムーア (ソニック・ユース)
- ユーリ・ランドマン